# Pholcus armeniacus
Pholcus armeniacus is een spinnensoort uit de familie trilspinnen (Pholcidae). De soort komt voor in Iran.